# Mucharz (przystanek kolejowy)
Mucharz – zlikwidowany przystanek kolejowy w Mucharzu, w województwie małopolskim, w Polsce, na zlikwidowanej linii Trzebinia – Skawce. Przystanek został zlikwidowany w 1992.